# Paropsiopsis pulchra
Paropsiopsis pulchra är en passionsblomsväxtart som beskrevs av Ernest Friedrich Gilg. Paropsiopsis pulchra ingår i släktet Paropsiopsis och familjen passionsblomsväxter. Inga underarter finns listade i Catalogue of Life.